# زرغر (غوغ تبة)
زرغر (بالفارسية: زرگر) هي قرية تقع في إيران في أردبيل. يقدر عدد سكانها بـ 926 نسمة .